# Trümmerfrau

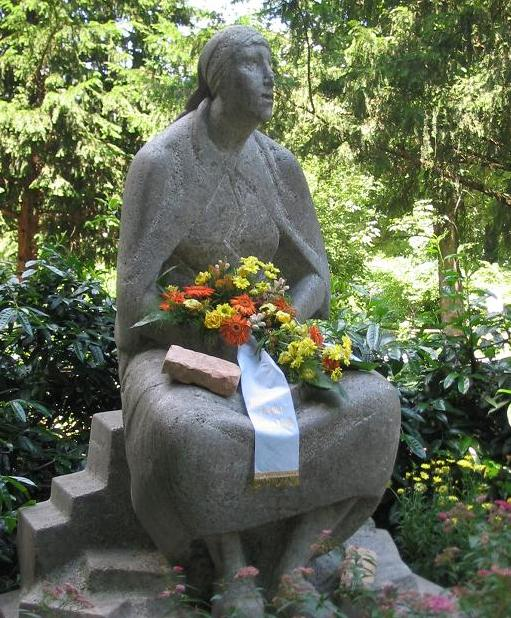
Monument Trümmerfrau (1955) in Berlijn van Katharina Szelinski-Singer

Een Trümmerfrau is letterlijk een puinruimster. Na de verwoestende bombardementen en beschietingen van de Duitse steden in de Tweede Wereldoorlog werden, vooral ook omdat veel mannen aan het front waren omgekomen of in krijgsgevangenschap waren afgevoerd, vrouwen ingezet om de nog bruikbare materialen in het resterende puin te scheiden van de onbruikbare resten. Zo bestond het werk vooral uit het schoonbikken van bakstenen, die dan weer in de wederopbouw gebruikt konden worden. 
De leeftijd van de Trümmerfrauen lag tussen de 15 en 50 jaar: ze werden min of meer gedwongen om dit werk te doen. Bij de bombardementen en beschietingen was circa een kwart van de Duitse woningvoorraad vernietigd: vier miljoen woningen lagen in puin, nog eens vier miljoen woningen waren al dan niet zwaar beschadigd.
Honderdduizenden vrouwen hebben dit zware werk uitgevoerd. Ze leverden daarmee een eerste belangrijke bijdrage aan de wederopbouw van Duitsland. De geallieerden beloonden de Trümmerfrauen met een maaltijd of een zeer bescheiden bijdrage. Voor hun werk werden deze vrouwen later vooral geëerd met monumenten, die in een aantal Duitse steden nog herinneren aan hun noeste arbeid.

## Afbeeldingen

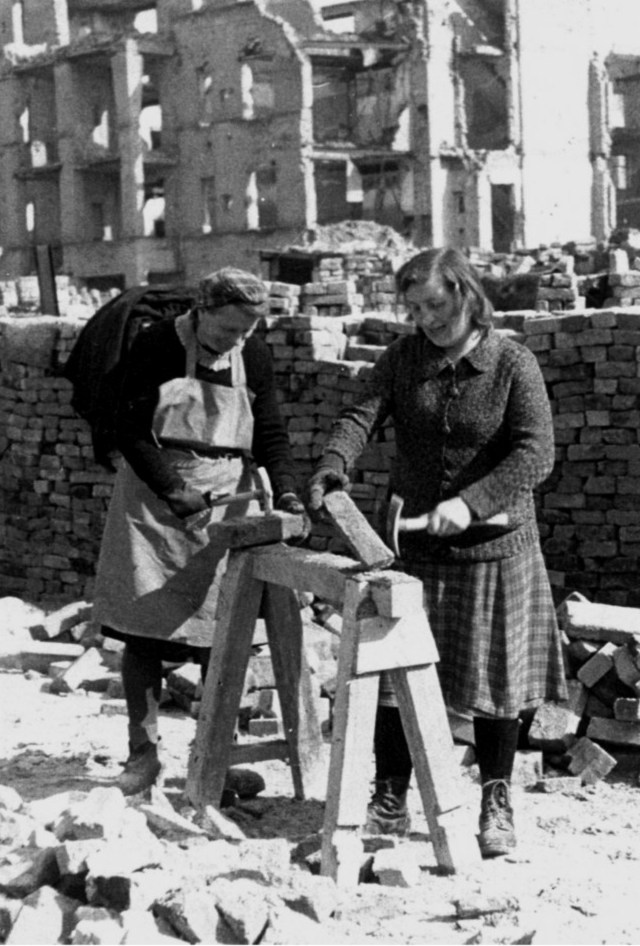
Trümmerfrauen aan het werk in Berlijn
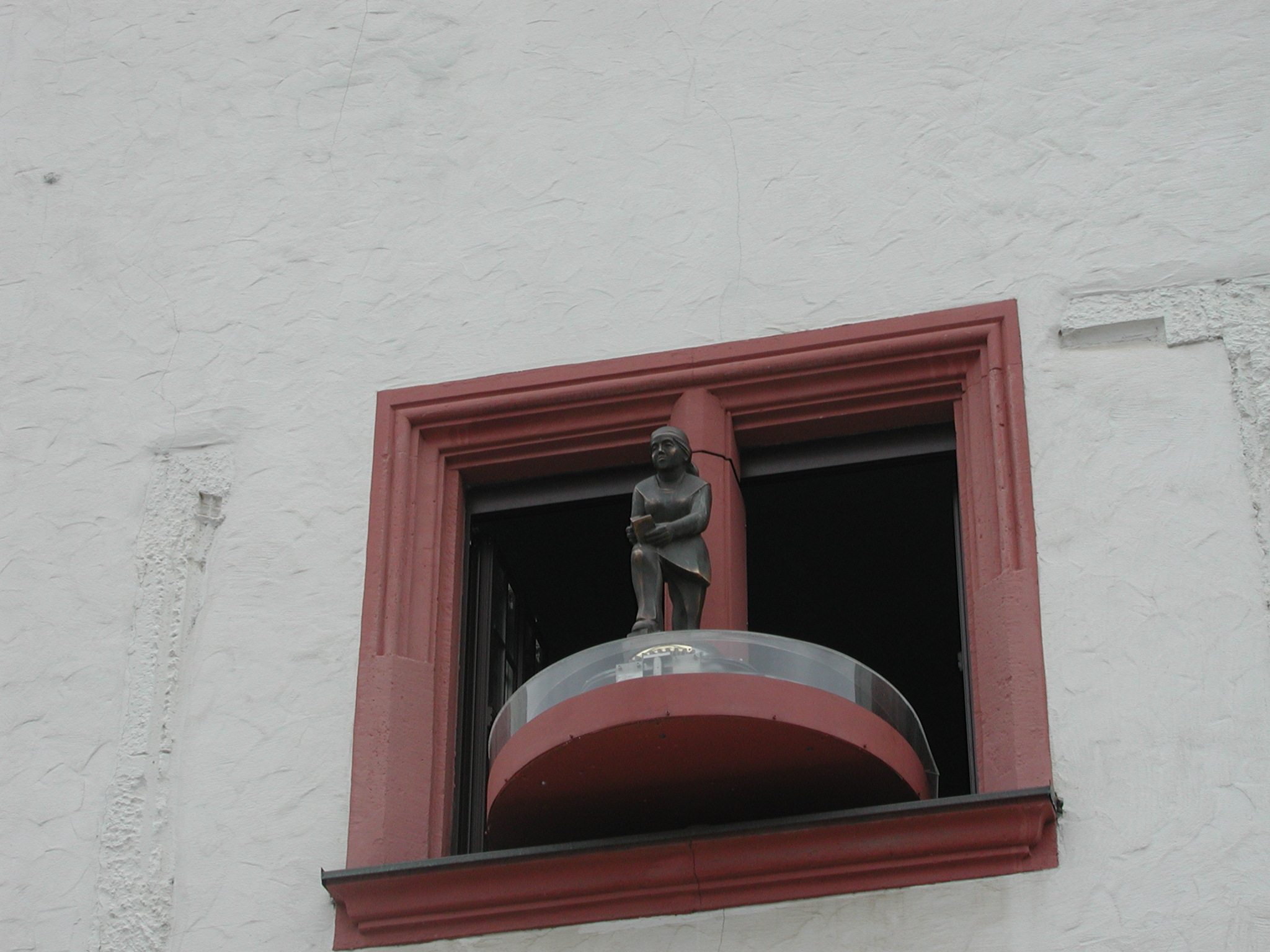
symbolische Trümmerfrau op een uurwerk in Chemnitz
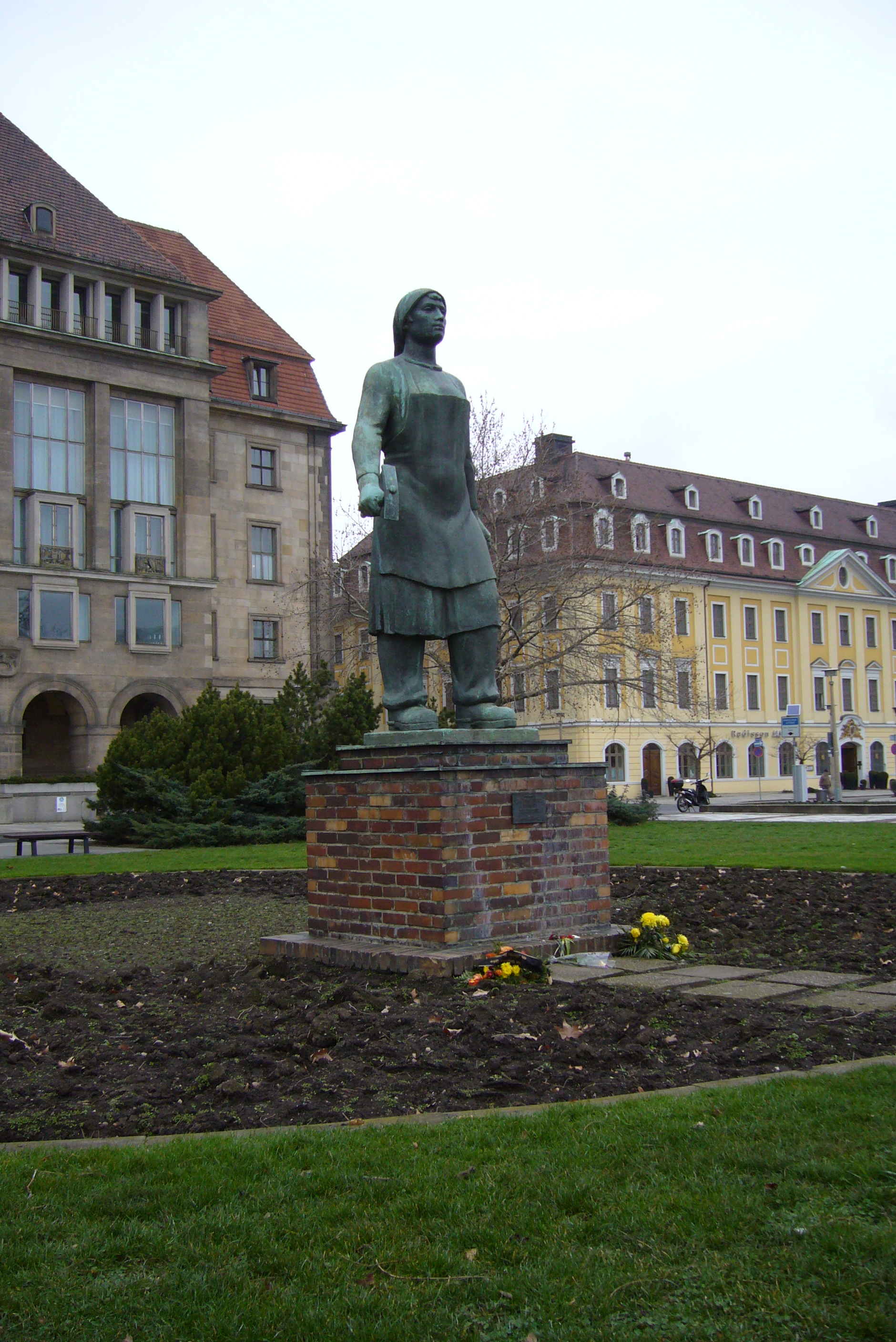
monument voor een Trümmerfrau in Dresden
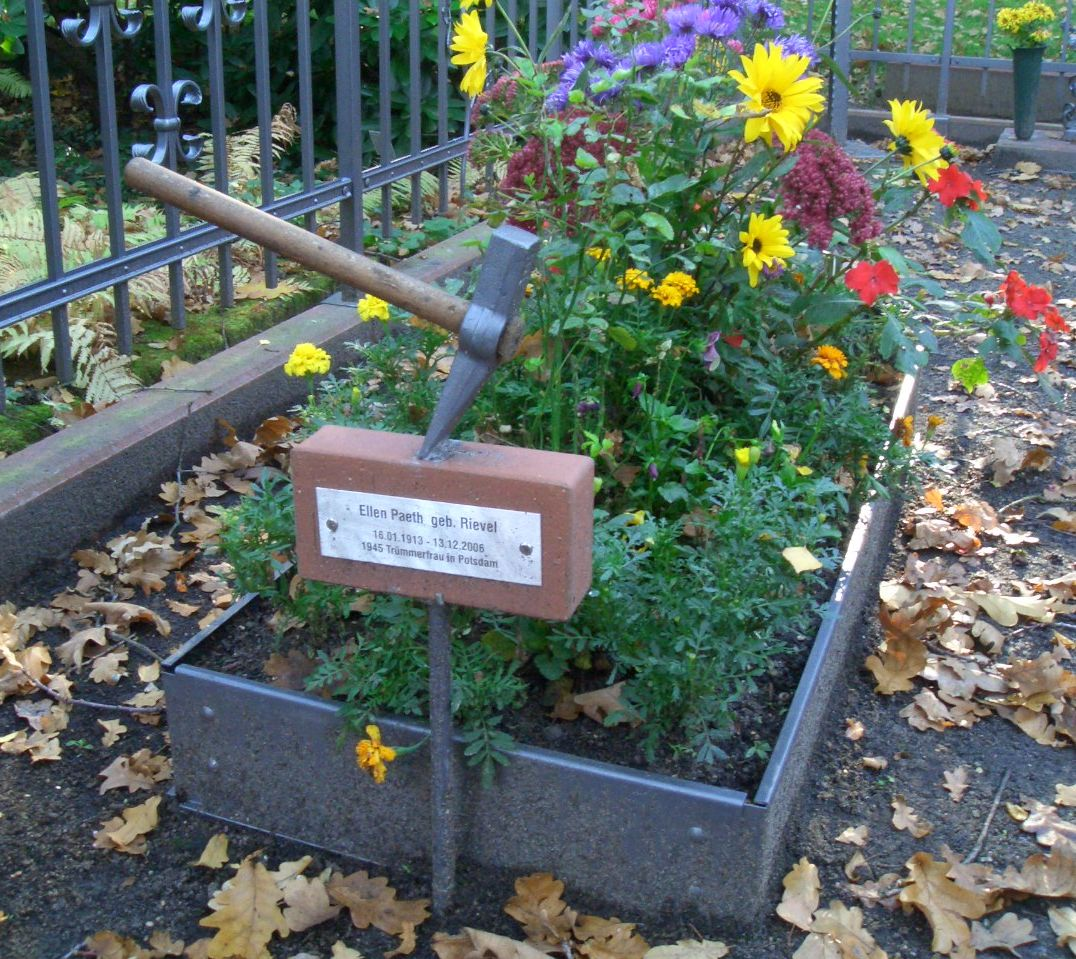
graf van een Trümmerfrau in Potsdam